# HD 134468
HD 134468，又名CP-61 4856，SAO 253059、HR 5645，是一颗恒星，视星等为6.32，位于銀經318.87，銀緯-3.34，其B1900.0坐标为赤經15h 4m 52.6s，赤緯-61° -3.34′ 56″。